# Munkebossen
Munkebossen är en skog i Belgien.   Den ligger i provinsen Västflandern och regionen Flandern, i den västra delen av landet, 80 km väster om huvudstaden Bryssel.
Trakten runt Munkebossen består till största delen av jordbruksmark. Runt Munkebossen är det ganska tätbefolkat, med 185 invånare per kvadratkilometer.